# Myonia caeneides
Myonia caeneides är en fjärilsart som beskrevs av Louis Beethoven Prout 1918. Myonia caeneides ingår i släktet Myonia och familjen tandspinnare. Inga underarter finns listade i Catalogue of Life.